# Estana
Estana es una entidad de población del municipio de Montellá Martinet, en la comarca de la Baja Cerdaña, provincia de Lérida, España. Se encuentra a 1.500 m de altitud, al este de El Querforadat, bajo la sierra del Cadí. 

## Geografía humana

### Demografía
| Gráfica de evolución demográfica de Vilech y Estana entre 1842 y 1960 |
| |
| Población de derecho según los censos de población del INE Población de hecho según los censos de población del INEEn este censo se denominaba Vilech y Estaña: 1842 En este censo se denominaba Vilach: 1857 Entre el censo de 1857 y el anterior, crece el término del municipio porque incorpora a 255048 (Beixas) Entre el censo de 1970 y el anterior, este municipio desaparece porque se integra en el municipio 25139 (Montella Martinet) |

Hasta 1970 formó un municipio con la cercana población de Vilech, que se encuentra al nordeste, muy por debajo, a 1.207 m.
Consta de unas 25 viviendas alineadas del sur a norte, muy por encima del torrente de Estana, que pasa a 1.300 m de altitud, al este.

## San Clemente de Estana
El pueblo posee una iglesia catalogada, San Climent d'Estana, construida en los siglos XVI-XVII, probablemente por encima de otra más antigua.